# Gospić
Gospić je mesto (hrvaško Grad Gospić) in administrativno območje, ki je največje na Hrvaškem in se razprostira na 967 km2 in obsega 50 naselij, imel leta 2011 12.745 preivalcev oz. 11.500 leta 2021, samo naselje Gospić pa 6.393 leta 2021. Gospić je geografsko središče redko poseljene pokrajine Like na Hrvaškem in je v njem zato muzej Like. Je upravno središče Liško-senjske županije, od leta 2000 pa tudi novoustanovljene Gospiško-Senjske rimskokatoliške škofije. V Gospiću je oddelek Univerze v Zadru, ki izobražuje pedagoge (učitelje) in je prej spadal pod reško univerzo.  
Gospić se nahaja ob rečici Novčici na kraškem Liškem polju (Ličko polje). 

## Zgodovina
V preteklosti je v mestu živela mešana populacija Hrvatov in Srbov. V občini sta se rodila fizik Nikola Tesla in državnik Ante Starčević.

## Seznam naselij občine/mesta Gospić
Aleksinica, Barlete, Bilaj, Brezik, Brušane, Budak, Bužim, Debelo Brdo I, Debelo Brdo II, Divoselo, Donje Pazarište, Drenovac Radučki, Gospić, Kalinovača, Kaniža Gospićka, Klanac, Kruščica, Kruškovac, Kukljić, Lički Čitluk, Lički Ribnik, Lički Osik, Lički Novi, Mala Plana, Medak, Mogorić, Mušaluk, Novoselo Trnovačko, Novoselo Bilajsko, Ornice, Ostrvica, Oteš, Pavlovac Vrebački, Počitelj, Podastrana, Podoštra, Popovača Pazariška, Rastoka, Rizvanuša, Smiljan, Smiljansko Polje, Široka Kula, Trnovac, Vaganac, Velika Plana, Veliki Žitnik, Vranovine, Vrebac, Zavođe, Žabica

## Demografija
| Pregled števila prebivalstva po letih | Pregled števila prebivalstva po letih | Pregled števila prebivalstva po letih | Pregled števila prebivalstva po letih | Pregled števila prebivalstva po letih | Pregled števila prebivalstva po letih | Pregled števila prebivalstva po letih | Pregled števila prebivalstva po letih | Pregled števila prebivalstva po letih | Pregled števila prebivalstva po letih | Pregled števila prebivalstva po letih | Pregled števila prebivalstva po letih | Pregled števila prebivalstva po letih | Pregled števila prebivalstva po letih | Pregled števila prebivalstva po letih | Pregled števila prebivalstva po letih |      |
| ------------------------------------- | ------------------------------------- | ------------------------------------- | ------------------------------------- | ------------------------------------- | ------------------------------------- | ------------------------------------- | ------------------------------------- | ------------------------------------- | ------------------------------------- | ------------------------------------- | ------------------------------------- | ------------------------------------- | ------------------------------------- | ------------------------------------- | ------------------------------------- | ---- |
| 1857                                  | 1869                                  | 1880                                  | 1890                                  | 1900                                  | 1910                                  | 1921                                  | 1931                                  | 1948                                  | 1953                                  | 1961                                  | 1971                                  | 1981                                  | 1991                                  | 2001                                  | 2011                                  | 2021 |
| 1658                                  | 1852                                  | 2429                                  | 2626                                  | 3295                                  | 3275                                  | 3653                                  | 3826                                  | 4204                                  | 5127                                  | 6767                                  | 8046                                  | 8725                                  | 9025                                  | 6088                                  | 6575                                  | 6393 |